# Chapelle de Briailles
La chapelle de Briailles est une chapelle dédiée à Notre-Dame qui se trouve à Saint-Pourçain-sur-Sioule (Allier).

## Localisation
La chapelle de Briailles se situe sur la colline de Briailles, qui domine, à presque 300 m, la ville de Saint-Pourçain-sur-Sioule, à l'est de celle-ci. À proximité se trouve une table d'orientation.

## Description
L'édifice comporte une simple nef de deux travées sans transept, renforcée par des contreforts. Au-dessus du porche en plein cintre, la façade est surmontée d'un campanile abritant une seule cloche. Le chevet, à l'est, est plat et percé d'une baie trilobée.
La chapelle, de style roman (XIIe et XIIIe siècles), est ornée de peintures murales, dont certaines remontent au XIIe siècle. Des motifs ornementaux en écailles de poissons décorent la nef. Dans le chœur, on reconnaît une Vierge à l'enfant, les rois mages, une dormition de la Vierge. Des médaillons peints, au nombre de 34, ornent la voûte : parmi les représentations, on trouve des centaures et des sirènes, des chevaliers, un pénitent, un sauvage.
On remarque sur le côté sud de la nef une litre funéraire, avec un blason portant un lion d'or sur fond de sable, en l'honneur de Hyacinthe de Bianki, mort en 1671, seigneur de Briailles et propriétaire du château voisin, qui a été inhumé dans la chapelle avant d'être enterré en 1674 dans l'église de la paroisse voisine de Paray-sous-Briailles.

## Historique
Le site est déjà occupé à l'époque gallo-romaine.
Une église à nef unique et abside semi-circulaire est bâtie au XIIe siècle ; elle est agrandie à l'est au XIIIe siècle et fermée par un chevet plat.
Au Moyen Âge, Briailles est une paroisse autonome, dépendant de l'abbaye de Tournus, comme le prieuré bénédictin de Saint-Pourçain. Au XVIe siècle, elle devient une annexe de la paroisse Saint-Georges de Saint-Pourçain.
La chapelle est désaffectée et vendue comme bien national sous la Révolution ; elle devient un bâtiment agricole. Elle est rendue au culte en 1896, à l'initiative d'un frère mariste de Varennes-sur-Allier ; une religieuse de Lyon, propriétaire du lieu, fit remettre la chapelle en état et en fit don au diocèse de Moulins. Elle appartient aujourd'hui à une association qui en assure l'entretien et la restauration, commencée en 2011.
La chapelle a été inscrite comme monument historique par arrêté du 18 mars 2016.